# Mixminion
Mixminion è l'implementazione standard del protocollo di remailer anonimo di Tipo III. Mixminion può inviare e ricevere E-mail anonime.
Mixminion usa un'architettura di rete a mix per fornire un forte anonimato e prevenire fuoriuscite di informazioni e il riconoscimento del mittente. Alcuni server gestiti da volontari (chiamati "mixes") ricevono messaggi, li decrittano, li riordinano e li ritrasmettono verso la loro destinazione. Ogni mail passa tramite vari mix così che nessun mix possa collegare il mittente alla mail.
Mixminion promette maggiori livelli di sicurezza e affidabilità rispetto agli altri sistemi, ma è ancora in fase di beta testing. 
Al posto dell'SMTP usa delle connessioni SSL tra server e per accettare i messaggi dagli utenti. Supporta anche la ricezione di risposte anonime usando dei reply-block a uso singolo, "Single Use Reply Blocks" o "SURBs". I messaggi inviati e quelli di risposta risultano indistinguibili.